# Paul Biya
Paul Biya (født 13. februar 1933) er Camerouns præsident siden 1982.
Han var premierminister 1975-82.